# Савіньї (Во)
Савіньї (фр. Savigny) — громада  в Швейцарії в кантоні Во, округ Лаво-Орон.

## Географія
Громада розташована на відстані близько 75 км на південний захід від Берна, 8 км на схід від Лозанни.
Савіньї має площу 16 км², з яких на 12,2% дозволяється будівництво (житлове та будівництво доріг), 57,4% використовуються в сільськогосподарських цілях, 30,4% зайнято лісами, 0,1% не є продуктивними (річки, льодовики або гори).

## Демографія
2019 року в громаді мешкало 3352 особи (-0,3% порівняно з 2010 роком), іноземців було 20,8%. Густота населення становила 209 осіб/км².
За віковим діапазоном населення розподілялося таким чином: 21,5% — особи молодші 20 років, 59,3% — особи у віці 20—64 років, 19,2% — особи у віці 65 років та старші. Було 1388 помешкань (у середньому 2,4 особи в помешканні).
Із загальної кількості 1483 працюючих 98 було зайнятих в первинному секторі, 368 — в обробній промисловості, 1017 — в галузі послуг.